# Дембіна (гміна Стшижевіце)
Дембіна (пол. Dębina) — село в Польщі, у гміні Стшижевиці Люблінського повіту Люблінського воєводства.
Населення — 170 осіб (2011).
У 1975-1998 роках село належало до Люблінського воєводства.

## Демографія
Демографічна структура станом на 31 березня 2011 року:
|          | Загалом | Допрацездатний вік | Працездатний вік | Постпрацездатний вік |
| -------- | ------- | ------------------ | ---------------- | -------------------- |
| Чоловіки | 83      | 16                 | 58               | 9                    |
| Жінки    | 87      | 22                 | 38               | 27                   |
| Разом    | 170     | 38                 | 96               | 36                   |